# سخنرانی شیطان
سخنرانی شیطان (انگلیسی: Speaking of the Devil) فیلمی در ژانر کمدی به کارگردانی انتسو باربونی است که در سال ۱۹۹۱ منتشر شد.

## بازیگران
- باد اسپنسر
- کارول آلت
- تیری لرمیت
- ایان بانن
- ژان سورل
- شان آرنولد